# Демцыно
Демцыно — деревня в Устюженском районе Вологодской области.
Входит в состав Никифоровского сельского поселения (с 1 января 2006 года по 9 апреля 2009 года входила в Подольское сельское поселение), с точки зрения административно-территориального деления — в Подольский сельсовет.
Расстояние до районного центра Устюжны по автодороге — 17 км, до центра муниципального образования посёлка Даниловское по прямой — 6 км. Ближайшие населённые пункты — Алексеево, Еремейцево, Лукьянцево.
По переписи 2002 года население — 25 человек (11 мужчин, 14 женщин). Всё население — русские.